# Uli Jon Roth
Ulrich Hans Joachim Anton Josef Roth (Düsseldorf, 18 de dezembro de 1954), também conhecido como Uli Jon Roth, é um virtuoso guitarrista elétrico e um dos primeiros a contribuir para o gênero metal neoclássico.
Ex-guitarrista da banda Scorpions e do Electric Sun. Entrou no Scorpions em 1973 para substituir o excelente guitarrista prodígio Michael Schenker, que entrou na banda inglesa UFO, e que havia gravado o primeiro álbum da banda (Lonesome Crow). Realizou álbuns e também vocais de considerável potência.
Nesta época ele gravou com os Scorpions, Fly to the Rainbow (1974), In Trance (1975), Virgin Killer (1976) e Taken by Force (1977) além do albúm "ao vivo" no Japão, Tokyo Tapes (1978). Seu estilo de guitarra virtuoso com a banda foi muito parecido com o mesmo de Michael Schenker com o UFO nos albuns do mesmo periodo (o que se leva a hipotese de Uli ter se inspirado em Michael com UFO para as musicas dos Scorpions, tanto que apos sua saida, quando Michael tocou por 3 meses em turne com os Scorpions, as suas interpretacoes das musicas de Uli estavam muito proximas ou ate mesmo melhores que com o proprio Uli). Em 1978, Roth deixa o Scorpions devido à problemas com os outros integrantes da banda por não concordar com a direção de Lovedrive (1979). Após sua saída, Uli forma o Electric Sun onde permanece até meados da década de 1980. 
Uli Roth tocou a última vez com os Scorpions em 2006 no Wacken Open Air. Ele fez uma participação especial na apresentação da banda no festival, tocando 4 músicas: "Pictured Life", "Speedy's Coming", "We'll Burn The Sky" e "In Trance", ambas da época de Uli Roth no elenco da banda. Para aqueles que são fãs de Scorpions, a apresentação da banda foi nostálgica, pois além de contar com a presença de Roth, também estiveram presentes o primeiro guitarrista, Michael Schenker e o baterista Herman Rarebell, que ajudou a compôr diversas músicas da banda.

## Discografia
Com Scorpions
- Fly to the Rainbow (1974) - Guitarra, vocais
- In Trance (1975) - Guitarra, vocais
- Virgin Killer (1976) - Guitarra, vocais
- Taken by Force (1977) - Guitarra, vocais
- Tokyo Tapes (live, 1978) - Guitarra, vocais

Com Electric Sun
- Earthquake (1979) - Guitarra, vocais
- Fire Wind (1981) - Guitarra, vocais
- Beyond the Astral Skies (1985) - vocais, guitarra, teclados, contrabaixo

Solo e clássicos
- Aquila Suite - 12 Arpeggio Concert Etudes for Solo Piano (1991)
- Sky of Avalon - Prologue to the Symphonic Legends (1996) (com Sky Orchestra)
- Transcendental Sky Guitar Vol. I & II (2000)
- Metamorphosis of Vivaldi's Four Seasons (2003) (com Sky Orchestra)
- Under A Dark Sky (Sky of Avalon) (2008)
- Scorpions Revisited (2015)

## Filmografia
- The Electric Sun Years Vol. I & II (2000)
- Legends of Rock at Castle Donington (2002)
- Live at Wacken Open Air 2006 (2006) (convidado especial)
- Angels Cry 20th Anniversary Tour (2013) (convidado especial)
- Tokyo Tapes Revisited - Live in Japan (2016)